# Alfred Capus
Alfred Capus (Aix-en-Provence, 1858. november 25. – Párizs, 1922. november 1.) francia drámaíró és újságíró.

## Életútja
Bányászati iskolát végzett, de már korán újságíró lett. Közben regényeket írt, amelyek közül nevezetesebbek: Qui perd gagne (1890), Années d'avenutres (1895), Robinson (1910). 1894-ben tért át a színműírásra, darabjai azonban eleinte közepes sikert értek el. 1901-ben előadott La veine c. vígjátékával hódította meg a közönséget és ezután a sikerek egész sorát érte el nemcsak francia, hanem külföldi színpadokon és így Magyarországon is. 
Mosolygó filozófiájú, a szatírát érzelmességgel keverő vígjátékai a maguk idejében nagyon kedveltek voltak. Ezek közé tartoznak: La petite fonctionnaire (1901), Les deux écoles (1902), La Châtelaine (1902), L'adversaire (1903, Arène E. társaságában), Notre jeunesse (1904), Monsieur Piégeois (1905), L'attentat, Les passagères (1906), Les deux hommes, L'oiseau blessé (1908), L'aventurier (1910), Hélène Ardouin (1913), La traversée (1920). 1914-ben a Figaro politikai szerkesztője lett. Derűs filozófiája sokban hozzájárult népszerűségéhez.

## Magyarul megjelent művei
- Mulatságos történetek; ford. Farkas Emőd; Vass, Budapest, 1905 (Modern írók könyvtára)
- A kalandor. Vígjáték; ford. Salgó Ernő; Nyugat, Budapest, 1911 (Nyugat könyvtár)
- A nyílsebzette madár. Dráma; ford. Adorján Andor; Athenaeum, Budapest, 1912 (Modern könyvtár)